# Bodor Béla-díj
A Bodor Béla-díjat 2013 végén alapította a 2010-ben elhunyt író, költő, kritikus Bodor Béla családja: felesége, Tunyogi Erzsébet, és lánya, Bodor Emese. A mindig Bodor Béla születésnapjához, február 24-éhez közeli napon átadott irodalmi díj célja, hogy elismerje az egyedi hangvételű, önálló gondolatokat megfogalmazó, 35 év alatti kritikusokat.
A család által felkért szakmai kuratórium (Kemény István, Margócsy István, Németh Gábor, Szilágyi Zsófia) döntése alapján az első kitüntetett 2014-ben Lengyel Imre Zsolt volt. 2015-ben a kuratórium egyhangú döntése alapján Zelei Dávid kapta a Bodor Béla-díjat a 2014-ben az Alföldben a bestseller-kritikáról megjelent írásáért, a Kalligram folyóiratban, a prae.hu-n, az Élet és Irodalomban közölt világirodalom- és fordításkritikáiért és a világirodalom-kritikáért tett erőfeszítéseiért. 2016-ban Sipos Balázs volt a Bodor Béla-díj díjazottja.

## A díjazottak
- 2014: Lengyel Imre Zsolt
- 2015: Zelei Dávid
- 2016: Sipos Balázs
- 2018: Balajthy Ágnes